# Distritos da Letónia

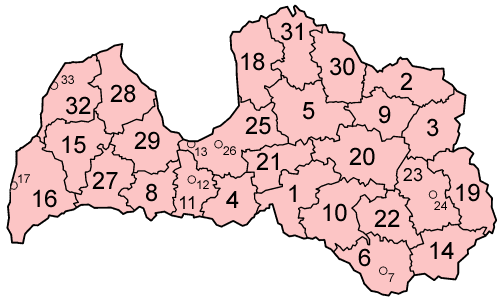
Distritos da Letónia

Antes de 1 de julho de 2009 a Letónia foi dividida em 26 distritos (rajons; pl. rajoni) e 7 cidades (lielpilsētas; singular– lielpilsēta), indicadas por asteriscos:
(para novas divisões administrativas ver Divisões administrativas da Letónia (2009))
1. Aizkraukle (distrito)
2. Alūksne (distrito)
3. Balvi (distrito)
4. Bauska (distrito)
5. Cēsis (distrito)
6. Daugavpils (distrito)
7. Daugavpils*
8. Dobele (distrito)
9. Gulbene (distrito)
10. Jēkabpils (distrito)
11. Jelgava (distrito)
12. Jelgava*
13. Jūrmala*
14. Krāslava (distrito)
15. Kuldīga (distrito)
16. Liepāja (distrito)
17. Liepāja*
18. Limbaži (distrito)
19. Ludza (distrito)
20. Madona (distrito)
21. Ogre (distrito)
22. Preiļi (distrito)
23. Rēzekne (distrito)
24. Rēzekne*
25. Rīga (distrito)
26. Riga*
27. Saldus (distrito)
28. Talsi (distrito)
29. Tukums (distrito)
30. Valka (distrito)
31. Valmiera (distrito)
32. Ventspils (distrito)
33. Ventspils*